# Weber
 For alternative betydninger, se Weber (flertydig). (Se også artikler, som begynder med Weber)
Inden for SI er weber (symbol Wb) enheden for magnetisk flux. 1 weber er fluxen gennem 1 kvadratmeter af et magnetfelt på 1 tesla (vinkelret på fladen):
1 Wb = 1 T·m².